# Lenny Krayzelburg
Pour les articles homonymes, voir Lenny.
Lenny Krayzelburg, né le 28 septembre 1975 en tant que Leonid Krayzelburg (ukrainien : Леонід Крайзельбург, russe : Леонид Крайзельбург) est un nageur américain, spécialiste des épreuves de dos. Il est notamment quadruple champion olympique et a détenu plusieurs records du monde en grand et petit bassin.

## Jeunesse
Krayzelburg est né de parents juifs à Odessa (Union soviétique, maintenant Ukraine). Lui et sa famille ont quitté l'Union soviétique en 1989 pour les États-Unis et se sont installés à Los Angeles.
Après leur immigration, la famille Krayzelburg souffre de difficultés financières ; il doit combiner trajet en bus et à pied 45 minutes à chaque fois pour se rendre à l'entraînement, et ne rentre pas avant 21h30. En outre, sa maîtrise insuffisante de l'anglais nécessite des cours de rattrapage afin de comprendre les instructions de ses entraîneurs. Son adaptation a été facilitée par l'aide de la communauté russe de Los Angeles.

## Carrière

### Débuts
Lenny fréquente d'abord le Santa Monica College où il remporte les titres collège des 100 et 200 mètres dos. Son entraîneur à Santa Monica reconnaît son talent et lui recommande Mark Schubert de l'Université de Californie du Sud. Lenny y est transféré. En 1995, il est naturalisé Américain. Trois ans plus tard, il devient le premier nageur depuis 1986 à battre les records du monde du 100 mètres et 200 mètres dos, dans les Championnats du monde. En 1999 Krayzelburg bat les records du monde du 50, 100 et 200 m, en 24 s 99, 53 s 60 et 1 min 55 s 87. Il est ensuite reconnu comme l'un des meilleurs de l'histoire de ce style de nage. Il continue à dominer la catégorie lors des Jeux olympiques de Sydney en 2000, pulvérisant les records olympiques du 100 mètres avec 53 s 72 et du 200 mètres en 1 min 56 s 76. Il a également joué un rôle important dans l'obtention de la médaille d'or de l'équipe américaine du relais 4 × 100 mètres quatre nages avec un nouveau record du monde en 3 min 33 s 73.

### 2001: les Maccabiades
En 2001, Krayzelburg décide de ne pas participer aux championnats du monde de Fukuoka au Japon. Il préfère s'aligner aux Maccabiades en Israël. Étant juif, il considère que c'est sa meilleure chance de se confronter à d'autres athlètes juifs. En outre, il réalise un rêve d'enfant en allant en Terre sainte. Il est choisi pour être le porte-drapeau de la délégation américaine lors de la cérémonie d'ouverture de cette compétition. Il remporte la médaille d'or du 100 mètres dos avec un record des Maccabiades à la clef. En relais, il s'impose lors du 4 × 100 mètres quatre nages.

### Blessure
Quelques mois plus tard, il est victime d'une chute lors d'un entraînement sur tapis roulant. Il se fait opérer du genou gauche et est donc absent des bassins pendant un an.
En septembre 2003, il quitte son entraîneur Mark Schubert pour rejoindre Dave Salo, qui est l'entraîneur d'Aaron Peirsol. Peirsol, deuxième du 200 mètres dos des Jeux olympiques de Sydney, est considéré comme le successeur de Krayzelburg. En travaillant avec son nouvel entraîneur, Krayzelburg modifie son style de nage, à la suite de blessures à l'épaule.

### Fin
Lors des sélections américaines pour les Jeux olympiques de 2004, il termine à la deuxième place du 100 mètres dos derrière Aaron Peirsol, ce qui lui permet d'obtenir son billet pour les Jeux olympiques dans cette épreuve. Aux Jeux, il termine quatrième en 54 secondes 38 centièmes d'un 100 mètres dos remporté par son compatriote en 54 secondes 06 centièmes. Il passe tout près de la médaille car le podium n'est manqué que pour deux centièmes de seconde. Par équipe, il remporte un deuxième titre olympique consécutif sur le relais 4 × 100 mètres quatre nages. Cependant, il n'est aligné qu'en séries, étant devancé dans la hiérarchie nationale par Peirsol.

## Style
Krayzelburg est connu comme l'un des nageurs les plus forts physiquement, et pour ses coups de bras puissants qui sont le fruit de son régime d'entraînement et d'un physique proche de celui d'un body-builder. Il mesure 1,87 m et pèse un peu plus de 87 kg.

## Palmarès, records et distinctions

### Palmarès

#### Jeux olympiques
- Jeux olympiques d'été de 2000 à Sydney (Australie) :
  -  Médaille d'or du 100 m dos.
  -  Médaille d'or du 200 m dos.
  -  Médaille d'or du relais 4 × 100 m quatre nages.

- Jeux olympiques d'été de 2004 à Athènes (Grèce) :
  -  Médaille d'or du relais 4 × 100 m quatre nages[Note 1].

#### Championnats du monde

##### En grand bassin
- Championnats du monde 1998 à Perth (Australie) :
  -  Médaille d'or du 100 m dos.
  -  Médaille d'or du 200 m dos.
  -  Médaille d'argent du relais 4 × 100 m quatre nages.

##### En petit bassin
- Championnats du monde 2000 à Athènes (Grèce) :
  -  Médaille d'or du relais 4 × 100 m quatre nages..
  -  Médaille d'argent du 50 m dos.

#### Championnats pan-pacifiques
- Championnats pan-pacifiques 1997 à Fukuoka (Japon) :
  -  Médaille d'or du 100 m dos.
  -  Médaille d'or du 200 m dos.
  -  Médaille d'or du relais 4 × 100 m quatre nages.

- Championnats pan-pacifiques 1999 à Sydney (Australie) :
  -  Médaille d'or du 100 m dos.
  -  Médaille d'or du 200 m dos.
  -  Médaille d'or du relais 4 × 100 m quatre nages.

#### Maccabiades
- Maccabiades 2001 en Israël :
  -  Médaille d'or du 100 m dos.
  -  Médaille d'or du relais 4 × 100 m quatre nages.

### Records

#### Records personnels
Ces tableaux détaillent les records personnels de Lenny Krayzelburg en grand et petit bassin à son retrait de la compétition en 2006.
| Épreuve   | Temps         | Compétition                      | Lieu              | Date       |
| 50 m dos  | 24 s 99       | Championnats pan-pacifiques 1999 | Sydney, Australie | 28/08/1999 |
| 100 m dos | 53 s 60       | Championnats pan-pacifiques 1999 | Sydney, Australie | 24/08/1999 |
| 200 m dos | 1 min 55 s 87 | Championnats pan-pacifiques 1999 | Sydney, Australie | 27/08/1999 |

| Épreuve   | Temps         | Compétition                    | Lieu              | Date       |
| 50 m dos  | 24 s 17       | Coupe du monde en petit bassin | Berlin, Allemagne | 05/02/2000 |
| 100 m dos | 51 s 28       | Coupe du monde en petit bassin | Berlin, Allemagne | 05/02/2000 |
| 200 m dos | 1 min 52 s 43 | Coupe du monde en petit bassin | Berlin, Allemagne | 06/02/2000 |

#### Records du monde battus
Ce tableau détaille les 6 records du monde individuels battus par Lenny Krayzelburg durant sa carrière. 3 d'entre eux sont des records en grand bassin.
| Épreuve                   | Temps         | Compétition                      | Lieu                   | Date       |
| 50 m dos en grand bassin  | 24 s 99       | Championnats pan-pacifiques 1999 | Sydney, Australie      | 28/08/1999 |
| 100 m dos en grand bassin | 53 s 60       | Championnats pan-pacifiques 1999 | Sydney, Australie      | 24/08/1999 |
| 100 m dos en petit bassin | 51 s 28       | Coupe du monde en petit bassin   | Berlin, Allemagne      | 05/02/2000 |
| 200 m dos en grand bassin | 1 min 55 s 87 | Championnats pan-pacifiques 1999 | Sydney, Australie      | 27/08/1999 |
| 200 m dos en petit bassin | 1 min 52 s 47 |                                  | Washington, États-Unis | 18/11/1999 |
| 200 m dos en petit bassin | 1 min 52 s 43 | Coupe du monde en petit bassin   | Berlin, Allemagne      | 06/02/2000 |

Outre ces 6 records du monde individuels, Lenny Krayzelburg a battu un record du monde sur l'épreuve du relais 4 × 100 mètres 4 nages.

### Distinction
Il est élu nageur américain de l'année à 4 reprises de 1997 à 2000.